# Rugby Athletic Club angérien
Ne doit pas être confondu avec Union Cognac Saint-Jean-d'Angély.
Le Rugby Athletic Club angérien est un club français de rugby à XV fondé en 1943, basé à Saint-Jean-d'Angély.

## Histoire
Après deux passages en 3e division dans les années 1970, ce n'est qu'à partir des années 2000 que le club s'installe durablement au niveau fédéral. La première montée en Fédérale 2 arrive à l'issue de la saison 2007-2008 et celle en Fédérale 1 quatre ans plus tard. En effet, le club accède pour la première fois à la Fédérale 1 en 2012 après un repêchage consécutif au renoncement du club de Saint-Sulpice-sur-Lèze,.
Le 1er juillet 2017, l'US Cognac et le RAC angérien se rassemblent pour donner naissance à l'Union Cognac Saint-Jean-d'Angély,. L'école de rugby du RACA reste néanmoins active.
A l'été 2022, des anciens décident de reprendre le club et donc de relancer une équipe senior. Cette dernière, après l'accord de la Fédération française de rugby, acte sa reprise d'activité et reprend en Régionale 3, dernière division de la hiérarchie française, pour la saison 2022-2023,, à l'issue de laquelle le club termine vice-champion de France ainsi que champion territorial Poitou-Charentes de Régionale 3.
La saison 2023-2024 continue sur la même lancée que la saison précédente, à l'issue de laquelle l'équipe va remporter un deuxième bouclier en deux ans contre l'équipe de La Couronne à Ruffec et devient champion territorial Poitou-Charentes de Régionale 2. S'ensuivront deux échecs consécutifs contre l'équipe de Saint-Pée-sur-Nivelle en finale Nouvelle-Aquitaine puis en demi-finale du championnat de France. 
Pour la saison 2024-2025, le club évolue en Régionale 1.

## Joueurs emblématiques
- Filimone Bolavucu
- Jone Daunivucu
- Robert Broussard
- Clément Praud